# Rudolf Paulus Gorbach
Rudolf Paulus Gorbach (* 1939) ist ein deutscher Typograf, Autor und Fachhochschullehrer.

## Leben
Rudolf Paulus Gorbach (* 1939) lernte und arbeitete nach der Schulzeit zunächst als Buchdrucker und spielte nebenbei Klavier in einem Tanzorchester. Nach einigen Jahren begann er mit dem verdienten Geld das Studium Drucktechnik und Typografie in Berlin. Gorbach arbeitete nach Abschluss seines Studiums ein Jahr lang beim Insel-Verlag in Frankfurt, danach zog er um nach München und wurde Herstellungs- und Werbeleiter beim Hanns Reich Verlag. Im Jahr 1970 begann Gorbach Kurse für die Typographische Gesellschaft München zu geben. Seit 1971 führt er sein eigenes Herstellungsbüro mit Schwerpunkten auf internationale Koproduktionen im Bild-Text-Buch verschiedener Bereiche.
Rudolf Paulus Gorbach gründete 1977 eine GmbH und ein Producing-Unternehmen zusammen mit Hartmut Panskus. Ab 1990 veranstaltet er den Jahreskurs Typographie in München und das Seminar »Didaktische Typografie« in Volterra. Von 1996 bis 2007 war Gorbach erster Vorsitzender der tgm Typographische Gesellschaft München.
Seit 1968 lehrte Gorbach unter anderem an der Fachhochschule München, der Hochschule für Druck und Medien Stuttgart, der Akademie an der Einsteinstraße und hält zahlreiche Seminare bei Verlagen, Institutionen, Firmen und anderen Hochschulen.
Laut eigener Aussage geht es Gorbach in der praktischen Arbeit sowie in der Lehre um funktionierende und attraktive typografische Gestaltung.

## Veröffentlichungen
- Schriftrevue, EDTZ/Monotype. Ottobrunn 1991.
- Textgestaltung am PC oder Mac. Ravensburger Verlag 1995, ISBN 3-473-48380-X.
- Lesen Erkennen. Ein Symposium der Typographische Gesellschaft München. München 2000.
- Typografie professionell. München 2001, ISBN 3-934358-73-X.
- Mohnblumen Poppies (Gabriele Stieghorst, Zyklus 16). München 2004.
- Typografie professionell, Sonderdruck. München 2010, ISBN 978-3-929691-11-5.
- Typografie intensiv: Ein Handbuch für Einsteiger und Profis. Utting 2014, ISBN 978-3-944334-06-6.
- Bücher und Drucksachen der tgm 1949 bis 2009. München 2015.

### Beiträge in Sammelbänden
- »Die Kultur des Lesens und der Lesbarkeit« in: Sprache in der Elektronikwirtschaft. Electronic Promotion 1990.
- »Typografie und Verständlichkeit« in: Verständlichkeit und Nutzungsfreundlichkeit von technischer Dokumentation, tekom. Schmidt-Römhild 2000, ISBN 978-3-944449-14-2.
- »Die Rolle der Typografie in der visuellen Gestaltung« in: Jahrbuch für technische Dokumentation. Deutscher Fachverlag 1994.
- »Bilder verwenden - Praxisbericht aus der Gestaltung von Druck- und Bildschirmprojekten« in: Was ist Bildkompetenz? Studien zur Bildwissenschaft. Deutscher Universitätsverlag 2003, ISBN 978-3-8244-4498-4.
- »Die Bildsicht der Gestalter. Wie angewandte visuelle Gestalter mit Bildern umgehen« in: Bildwissenschaft zwischen Reflexion und Anwendung. Herbert von Halem Verlag 2005, ISBN 3-931606-73-2.
- »Bild und Typografie. Zur Bildthematik in der typografischen Gestaltung« in Bildwissenschaft. Disziplinen, Themen, Methoden. Suhrkamp Verlag 2005, ISBN 978-3-518-29351-5.

### Zeitschriftenbeiträge
Beiträge erschienen in Börsenblatt, Druck und Papier, Page, Buchmarkt, Bilder Digital, Novum, Wörkshop, Chip, Microsoft System Journal, Print & Produktion, Management und Krankenhaus, Value (Magazin für Medienproduktion und Unternehmenskommunikation) und Vier Seiten (tgm).